# オレンジマイコドリ
オレンジマイコドリ Manacus aurantiacus はマイコドリ科に属する鳥の1種。コスタリカとパナマ西部に分布する留鳥である。
分布は太平洋側の低地から丘に限られ、カリブ海側の斜面には同属のムナジロマイコドリが分布する。また、パナマ東部からコロンビア北西にかけて、かつて亜種と考えられていたキノドマイコドリが分布する。

## 形態
近縁種に似て、小型で尾が短く、嘴は鉤状である。脚は橙色。体重15.5 g程度になる。
成体雄は黒い頭部・翼・尾を持ち、黒い帯が背を横切っている。他の頭部・首・胸・背面上部は橙色で、臀部は薄緑色、腹部は明るい黄色である。
キノドマイコドリ・ムナジロマイコドリの雄と同じように、雄の翼には高度な特殊化が見られる。外側の5枚の初列風切は非常に細くなっており、内側の初列風切は太く、弓状に曲がる。雄の鳴き声は澄んだ cheeuu という音である。翼の特殊構造によって、小枝の折れるような音や様々なノイズを出すことができる。
雌と若い雄は薄緑色で、腹部は黄色い。ムナジロマイコドリの雌とよく似るが、分布域は重複しない。雄は1歳頃から体色が変化する。

## 生態
開けた湿潤な疎林から、背の高い二次林、密なプランテーション、庭などで見られる。餌は低い枝の上の果物や昆虫などで、飛びながら摘み取るようにして捕食する。
近縁種と同じようにレック型一夫多妻で、繁殖ディスプレイを行う。雄は植物のない幅120cmほどのスペースを確保し、翼で大きな音を立てながら、直立した細い枝の間を跳び移る。喉羽は逆立てられ、髭のような形態となる。
雌は0.5–2.5 mの高さに水平に伸びる枝の又に、浅い椀状の巣を作り、茶色い斑のある灰色の卵を2個産む。卵の孵化には18-21日かかる。マイコドリ類は特定の番いを作らないため、巣作り・世話は雌のみで行う。